# Qualifications de la zone Océanie pour la Coupe du monde de rugby à XV 2019
Navigation
Qualifications coupe du monde 2015 Qualifications coupe du monde 2023
Les qualifications de la zone Océanie pour la Coupe du monde de rugby à XV 2019 opposent différentes nations sur plusieurs tours de compétition du 11 juin 2016 au 4 août 2017. Les Fidji et les Tonga se qualifient grâce à leur classement cumulé des Coupes des nations du Pacifique 2016 et 2017. Les Samoa sont envoyés en play-off intercontinental. Les Îles Cook se qualifient pour le tournoi de repêchage après la disqualification de Tahiti.

## Classement[1]
| Rang | Pays  | J | V | N | D | Bo | Bd | Pm  | Pe  | Diff | Pts |
| ---- | ----- | - | - | - | - | -- | -- | --- | --- | ---- | --- |
| 1    | Fidji | 4 | 4 | 0 | 0 | 1  | 0  | 101 | 60  | +41  | 17  |
| 2    | Tonga | 4 | 1 | 0 | 3 | 0  | 2  | 68  | 93  | -25  | 6   |
| 3    | Samoa | 4 | 1 | 0 | 3 | 0  | 1  | 88  | 104 | -16  | 5   |

|  | Qualifié.   |
|  | Play-off 1. |

## Pacific Nations Cup 2016

### 1rejournée
| 11 juin 2016 15 h 00 | Fidji | 23 - 18 | Tonga | ANZ Stadium, Suva |
| 11 juin 2016 15 h 00 |       |         |       | ANZ Stadium, Suva |
| 11 juin 2016 15 h 00 |       |         |       | ANZ Stadium, Suva |

### 2ejournée
| 18 juin 2016 15 h 00 | Fidji | 26 – 16 | Samoa | ANZ Stadium, Suva |
| 18 juin 2016 15 h 00 |       |         |       | ANZ Stadium, Suva |
| 18 juin 2016 15 h 00 |       |         |       | ANZ Stadium, Suva |

### 3ejournée
| 25 juin 2016 15 h 00 | Samoa | 30 – 10 | Tonga | Apia Park, Apia |
| 25 juin 2016 15 h 00 |       |         |       | Apia Park, Apia |
| 25 juin 2016 15 h 00 |       |         |       | Apia Park, Apia |

## Pacific Nations Cup 2017

### 1rejournée
| 1er juillet 2017 15 h 00 | Tonga | 30 - 26 | Samoa | Teufaiva Sport Stadium, Nuku'alofa |
| 1er juillet 2017 15 h 00 |       |         |       | Teufaiva Sport Stadium, Nuku'alofa |
| 1er juillet 2017 15 h 00 |       |         |       | Teufaiva Sport Stadium, Nuku'alofa |

### 2ejournée
| 8 juillet 2017 15 h 00 | Tonga | 10 – 14 | Fidji | Teufaiva Sport Stadium, Nuku'alofa |
| 8 juillet 2017 15 h 00 |       |         |       | Teufaiva Sport Stadium, Nuku'alofa |
| 8 juillet 2017 15 h 00 |       |         |       | Teufaiva Sport Stadium, Nuku'alofa |

### 3ejournée
| 15 juillet 2017 15:00 | Samoa                                              | 16 – 38 | Fidji                                              | Apia Park, Apia |
| 15 juillet 2017 15:00 | Essai(s) : 1 Transformation(s) : 1 Pénalité(s) : 3 |         | Essai(s) : 5 Transformation(s) : 5 Pénalité(s) : 1 | Apia Park, Apia |
| 15 juillet 2017 15:00 |                                                    |         |                                                    | Apia Park, Apia |

## Oceania Rugby Cup 2017
| 4 août 2017 | Îles Cook | 9 - 13 | Tahiti | Rarotonga |
| 4 août 2017 |           |        |        | Rarotonga |
| 4 août 2017 |           |        |        | Rarotonga |